# پدیده‌شناسی فیزیک ذره‌ای

پدیده‌شناسی فیزیک ذره‌ای

پدیده‌شناسی فیزیک ذره‌ای بخشی از فیزیک ذرات نظری است که به کاربرد این تئوری در آزمایش‌هایِ مربوط به ذرات انرژی بالا می‌پردازد.
پدیده‌شناسی برای توجیه نتایج به دست آمده در آزمایش در مدل‌های جدید به کار می‌رود.